# Amalienkirche (Immelborn)

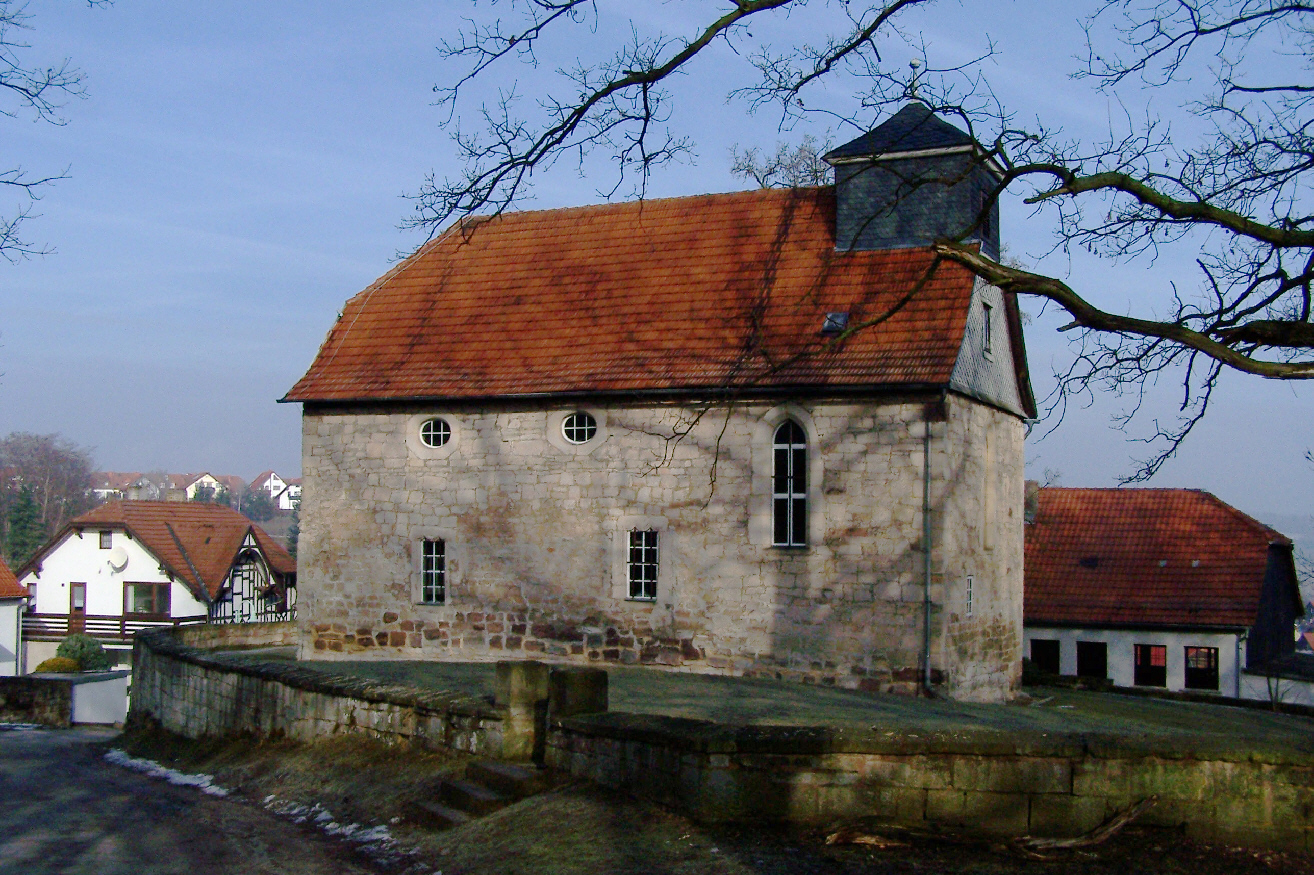
Amalienkirche in Immelborn

Die Amalienkirche ist die Dorfkirche des Ortsteils Immelborn der Gemeinde Barchfeld-Immelborn im Wartburgkreis in Thüringen.

## Geschichte
Vermutlich 1584/85 wurde die der heiligen Amalie geweihte Kapelle erbaut, Jahreszahlen am Treppenvorbau und an der Rundbogenpforte deuten darauf hin. Eine umlaufende Mauer und ein breiter Graben lassen darauf schließen, dass es sich ursprünglich um eine Wehrkirche handelte. Der heutige Kirchenbau mit einem rechteckigen Grundriss und etwa 17 × 10 m groß, entstand durch Um- und Erweiterungsbauten in den Jahren 1707/08.
1809 wurde die Orgel aufgestellt und hierfür ein 1707 geschaffenes Spitzbogenfenster zugemauert. Zuletzt 1998 erfolgte eine umfangreiche Innenrenovierung der Kirche.

## Ausstattung
Am Treppenvorbau sind fünf kleine Grabsteine aus dem 16. Jahrhundert eingemauert. Der Kirchturm mit dem aus drei Glocken bestehenden Geläut ist ein Dachreiter, der kaum den First des flachen Zeltdaches überragt.
Der rechteckige Innenraum verfügt über ein flaches Tonnengewölbe und zwei Emporen. An die Toten des Zweiten Weltkrieges erinnert eine an der Empore angebrachte Holztafel mit den eingeschnitzten Namen der Gefallenen. Die steinerne Kanzel trägt die Jahreszahl 1707. Der Taufstein stammt aus der Mitte des 20. Jahrhunderts. Die Orgel von 1809 verfügte über ein Barockprospekt, das bis heute erhalten ist und auch die Erneuerung der Orgel im Jahr 1910 überdauert hat.